# Anthocoleus hebeiensis
Anthocoleus hebeiensis is een keversoort uit de familie Cupedidae. De wetenschappelijke naam van de soort is voor het eerst geldig gepubliceerd in 1983 door Hong.